# Beverly Aadland
Beverly Elaine Aadland (Los Angeles, 16 settembre 1942 – Lancaster, 5 gennaio 2010) è stata un'attrice statunitense.

## Filmografia
- Morte di un commesso viaggiatore (Death of a Salesman), regia di László Benedek (1951)
- South Pacific, regia di Joshua Logan (1958)
- Furia d'amare (Too Much, Too Soon), regia di Art Napoleon (1958)
- Vertigine (Marjorie Morningstar), regia di Irving Rapper (1958)
- Le radici del cielo (The Roots of Heaven), regia di John Huston (1958)
- Cuban Rebel Girls, regia di Barry Mahon (1959)

## In altri media
Nel film The Last of Robin Hood (2013) è narrata la storia d'amore tra l'attore Errol Flynn e Beverly Aadland, interpretati da Kevin Kline e Dakota Fanning.